# La Chomette
La Chomette is een gemeente in het Franse departement Haute-Loire (regio Auvergne-Rhône-Alpes) en telt 131 inwoners (1999). De plaats maakt deel uit van het arrondissement Brioude.

## Geografie
De oppervlakte van La Chomette bedraagt 6,7 km², de bevolkingsdichtheid is 19,6 inwoners per km².
De onderstaande kaart toont de ligging van La Chomette met de belangrijkste infrastructuur en aangrenzende gemeenten.

## Demografie
Onderstaande figuur toont het verloop van het inwonertal (bron: INSEE-tellingen).